# Pulau Tekong
Pulau Tekong, også kendt som Tekong, er den største af Singapores fjerntliggende øer. Øens areal er 24,43 km2. Øen vokser stadig på grund af landvindings arbejde på øens sydlige og nordveslige kyster, som med tiden vil omfatte mange af de omkringliggende småøer, deriblandt Pulau Tekong Kechil.
Pulau Tekong ligger ud for Singapores nordøstlige kyst, øst for Pulau Ubin. Geografisk ligger øen tættere på Johor, Malaysia end på selve Singapore hovedø. Pulau Tekong Reservoir findes også på øen.

## Historie
Øen var engang hjemsted for 5000 indbyggere. Den sidste af de fastboende flyttede væk fra øen i 1987. 60 procent af indbyggerne var kinesere, og af disse tilhørte 70% Hakkafolket og 30% tilhørte Teochewfolket, og 40% var malaysere. Der var også nogle få indere. Årsagen til at Hakka udgorde størstedelen af befolkningen er at det meste af Hokkien og Teochew forretningsfolk allerede havde blomstrende forretninger på fastlandet. Da hakkaerne ankom, besluttede dig sig for at flytte til en mindre beboet ø. De fleste af øens beboere var landmænd, fisere og butiksejere, der solgte diverse varer.
Tidligere var der mange vilde grise og hjorte på Pulau Tekong, og det tiltrak jægere fra Singapore. Pulo Tekong Besar havde været igennem så stor udvikling efter 2. verdenskrig, med grøntsags, frugt og kylligegårde, at det meste af det vilde dyreliv er forsvundet.
I dag bruges Pulau Tekong udelukkende som træningsbase for forskellige enheder indenfor Singapore Army.

## Kystbeskyttelse
National Biodiversity Centre og National Parks Board (NParks) vil foretage kystbeskyttelse og restaureringsarbejder ved Pulau Tekongs nordøstlige kystlinje, der har problemer med kysterosion. National Biodiversity Centre har konstateret, at erosionen er et resultat af bevægelser fra skibe og af kraftige bølger i området. Et studie NParks bestilte i 2006 fandt frem til at 1,65 km af den nordøstlige kyst er hårdest ramt. Kysterosionen udgør en trussel mod de 92 hektarer af mangrovetræer i Pulau Tekong, der er et af de største tilbageværende mangroveområder i Singapore med et modent og uforstyrret levested.